# SN2 반응

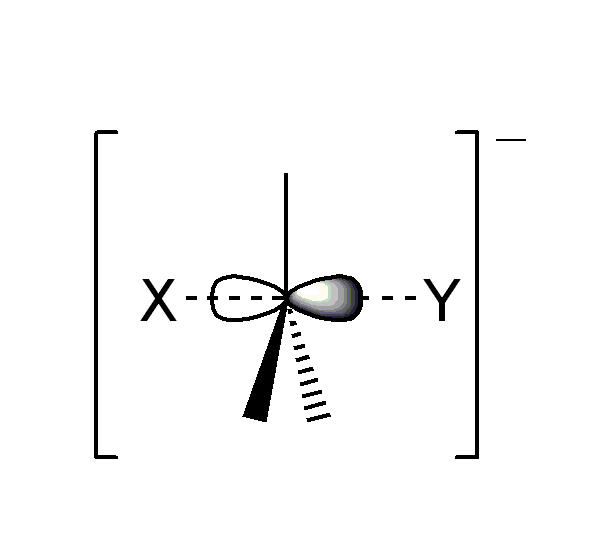
S_{N}2 반응의 전이상태

SN2 반응은 유기화학에서 치환반응의 한 종류로, Bimolecular Nucleophilic Substitution, 즉 이분자성 친핵성 치환반응을 줄여쓴 것이다. (S: Substitution, N: Nucleophilic, 2: Bimolecular)

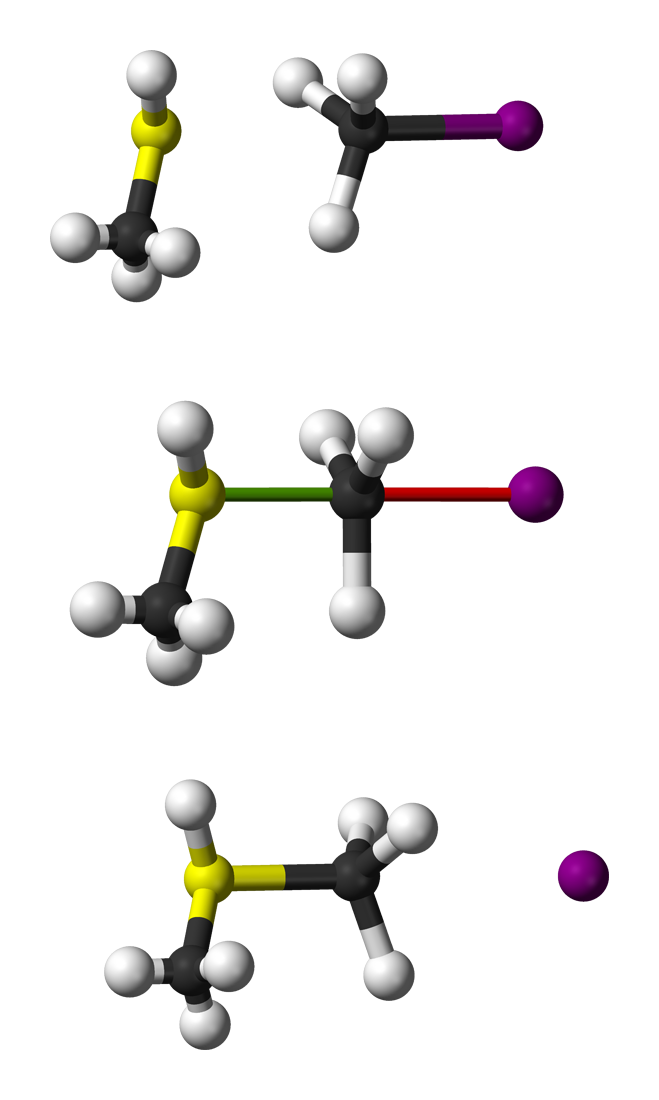
CH3SH 과 CH3I 의 S_{N}2 반응 (공-막대모형)

SN2 반응에 영향을 줄 수 있는 변수로는 크게 4가지 - 용매의 종류, 이탈기의 종류, 친핵체의 종류와 농도, 반응 기질의 종류와 농도 - 가 있으며, 상황에 따라 SN1 반응과 경쟁관계가 될 수도 있다. SN2 반응에서의 생성물은 반응물이 카이랄한 경우 그 카이랄성이 뒤집히게 된다. 메커니즘을 나타낸 그림에서 알 수 있듯, 전이상태를 살펴보면 평면삼각형 구조의 양쪽에 친핵체(Nucleophile)와 이탈기(Leaving group가 수직하게 붙어있는 구조인데, 친핵체와 이탈기가 중심 탄소를 두고 자리를 차지하려는 듯한 경쟁을 하는 것을 알 수 있다. 때문에 SN2 반응이 일어나게 되면 R/S configuration에 변화가 생기게 된다.
또한 SN2 반응이 SN2의 이름을 가지는 이유는 반응속도에 두가지 영향을 주기 때문인데, SN2 반응은 SN1 반응과 다르게 친핵체의 공격과 이탈기의 이탈이 동시에 이루어져 두가지 요소 전부 반응속도에 영향을 준다.

## 반응 메커니즘
이 반응은 지방족 화합물의 sp3 탄소에 전기음성도가 큰 안정 이탈기 ( 할로겐(X로 표기함)인 경우가 많다)가 결합되어있는 경우에 일어나기 쉽다. C-X 결합이 끊어지고 새롭게 친핵체(Y 또는 Nu로 표기함)의 결합 C-Y 내지 C-Nu이 동시에 생성된다. 이 때 탄소 원자는 친핵성 공격을 받고 5배위수의 전이상태가 되고, sp2 혼성궤도를 만든다. 친핵체는 이탈기와 180 ° 반대편에서 탄소를 공격한다. 자신의 비공유 전자쌍과 C-X 결합의 반결합 오비탈 σ * 의 겹침이 최대가 되는 곳이기 때문이다. 이탈기는 친핵체와 반대편으로 밀려나며, 친핵성 물질이 결합된 탄소를 중심으로 점대칭 이 되는 사면체형 화합물이 생성된다.
기질이 카이랄인 경우, 입체 배치 (입체화학)이 반전한다. 이것은 봐루덴반전 이라고 부른다.
SN2 반응의 예로는 Br−(친핵체)가 에틸 클로라이드(친전자체)과 반응하여 에틸브로마이드가 생기고, 염화물 이온이 이탈하는 반응이 있다.

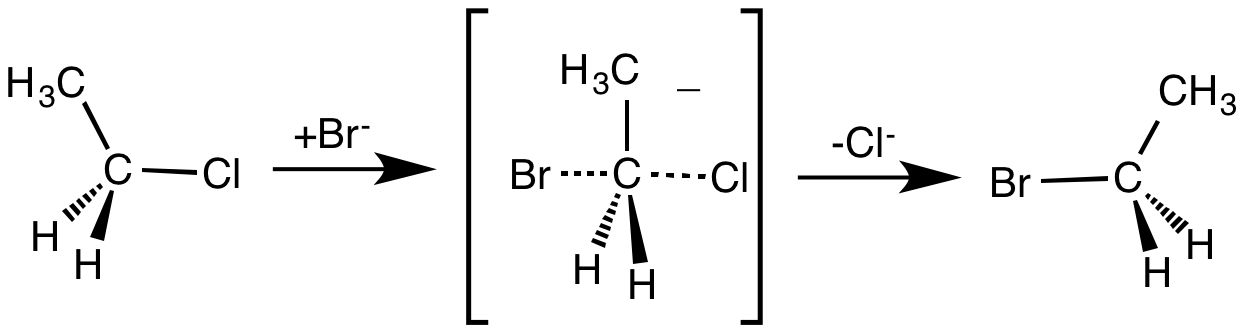
EtCl과 Br^{−}의 S_{N}2 반응

SN2 반응은 기질에 반응하는 탄소의 주위에 치환기에 의한 입체장애가 없을 때 일어난다. 그러므로 이 반응은 입체 장애가 적은 1,2차탄소에서 일어나는 경우가 많다. 중심이 되는 탄소가 3차탄소인 경우 등등 이탈기 주변의 치환기가 입체적으로 붐비고있는 경우는 SN2 반응이 아니라 SN1 반응이 일어나기 쉽다. (3차탄소 탄소양이온 중간체는 안정하기 때문)

## 반응속도 결정요인
SN2 반응의 속도를 정하는 요인은 4가지가 있다.

### 기질
기질이 반응 속도를 정하는 데 가장 큰 역할을 하고 있다. 이것은 친핵체가 기질을 뒤에서 공격하고 이탈기의 결합을 절단하고 친핵체의 결합을 만들기 때문이다. 때문에 SN2 반응의 반응 속도를 최대로 하려면 기질의 뒤쪽의 입체 장애가 될수록 적어지도록 해야 한다. 이는 메틸기의 탄소나 1차 탄소가 반응할 경우 가장 속도가 빠르고 2차 탄소가 반응하는 경우는 이보다 늦다. 3차 탄소는 입체 장애가 커서 SN2 반응은 일어나지 않는다. 이탈기가 빠질때, 공명 안정화 등에 의해 안정한 탄소양이온이 생성될 경우, SN2 반응 대신 SN1 반응이 일어난다.

### 친핵체
기질과 마찬가지로 친핵체의 강도도 입체 장애의 정도에 의존한다. 예를 들면 메톡사이드 음이온은 강염기이자 메틸기가 입체적으로 붐비지 않기 때문에 강한 친핵체이다. 한편 tert-뷰톡사이드는 강염기이면서 중심의 탄소에 메틸기가 3개 결합하고 있어 약한 친핵체이다. 또 친핵체의 세기는 전기 음성도, 전하에도 의존한다. 음전하가 크고 전기 음성도가 작은 물질을 강한 친핵체라고 부른다. 예를 들어 OH−는 물보다 강한 친핵체이고, I−은 Br−보다 더 강한 친핵체이다(극성 용매에서). 비양성자성 극성 용매는 용매와 친핵체 사이에서 수소 결합이 생성하지 않기 때문에 친핵체는 주기율 표상에서 위로 올라갈수록 강해진다. 이 경우 친핵체의 힘은 염기의 강도에 비례한다. 따라서 이 경우, I−은 Br−보다 염기는 약하기 때문에 약한 친핵체이다. 즉 강한 친핵체나 음이온인 친핵체는 친핵 치환 반응에서는 SN2 반응을 일으키기 쉽다는 것이다.

### 용매
용매도 친핵체 주위에 많고 결합하려는 탄소 원자에 친핵체가 접근하는 것을 방해할지 방해 여부에 영향을 주어 반응 속도에 영향을 미친다. 양성자성 용매보다는 테트라하이드로푸란(THF) 같은 비양성자성 극성 용매가 용매로 바람직하다. 양성자성 용매는 친핵체와 수소 결합을 형성해서 이탈기와 결합한 탄소를 공격하는 것을 방해하기 때문이다. 유전율이 낮고 분자 간 힘이 작은 비양성자성 극성 용매는 친핵성 치환 반응에서는 SN2반응을 일으키기 쉽다. 이러한 용매로는 DMSO나 DMF, 아세톤 등이 있다. 비양성자성 극성 용매에서 친핵체의 힘은 그 염기의 세기에 대응하고 있다.

### 이탈기
이탈기 음이온의 안정성과 탄소 원자의 결합의 강도도 반응 속도에 영향을 미친다. 이탈기의 짝염기가 안정할수록, 결합 공유 전자쌍을 가지고 가기 쉽다. 때문에 이탈기의 짝염기가 약하고, 거기에 대응하는 산이 셀수록 더 바람직한 이탈기라 생각된다. 때문에 좋은 이탈기의 예로는 할로겐(불소는 제외한다. 탄소의 결합이 너무 강하기 때문), 토실기가 있다. 그러나 HO−과 H2N− 등은 좋은 이탈기가 아니다.

## 반응속도론
SN2 반응은 이차 반응이며, 속도결정단계의 반응 속도 r은 친핵체의 농도{\displaystyle {\ce {[Nu^-]}}}와 기질의 농도{\displaystyle {\ce {[RX]}}}에 의해서 결정된다.
{\displaystyle {\ce {r =}}}k{\displaystyle {\ce {[RX][Nu^-]}}}
이것이 SN1 반응과 SN2 반응의 결정적인 차이이다. SN1 반응은 속도결정단계가 끝난 뒤, 친핵성 공격이 시작된다. 반면 SN2반응이 친핵체가 탄소에 결합하는 것과 동시에 이탈기를 내세우는 것이 속도결정단계가 된다. 다시 말하면 SN1반응 속도는 기질의 농도만 결정되는 반면, SN2반응 속도는 기질과 친핵체 양쪽 모두의 농도에 의존한다. 어느 쪽의 반응도 일어날 수 있는 경우(반응하는 탄소가 2차탄소일 경우)는 누가 얼마나 일어날지는 용매, 온도, 친핵체의 농도, 이탈기에 의해서 결정된다.
SN2반응은 일반적으로 1차 할로젠화 알케인에서 혹은 2차 할로젠화 알케인이 비양성자성 용매 중에 있을 때 일어나기 쉽다. 이 반응은 3차 할로겐화 알케인에서는 입체 장애 때문에 일어나지 않는다.
또 α-할로 케톤에서는 할로겐화 알킬보다 빠른 속도로 반응이 진행하는데. 이는 인접한 아실기에 의해 반응이 촉진되기 때문이다.

## E2 반응과의 경쟁
SN2반응과 동시에 일어나는 부(副)반응은 E2 반응이 있다. 반응하는 음이온이 친핵제가 아니라 염기로 작용했을 경우, 양성자를 뽑아 알켄을 생성한다. 이는 반응하는 이온이 입체적으로 붐비고, 기질이 양성자를 빼앗기기 쉬운 때에 일어나기 쉬운 반응이다. 제거 반응은 온도가 높으면 일어나기 쉬운데, 이는 온도 상승에 따라 엔트로피가 증가하기 때문이다. 이 효과는 기체 상태로 황산과 브롬화 알킬을 질량 분석기 안에서 반응시키는 것으로 관측할 수 있다.
브롬화 에틸의 경우는 생성물은 주로 치환 생성물이다. 친전자체 주변의 입체 장애가 커지면서 (예를 들면 브로민화 이소부틸에서) 제거 생성물이 우선한다. 또한 염기성이 강한 경우, 제거 생성물이 우선한다(=지배적인 반응이다). 약한 염기인 벤조산염 기질이 2-브로모 프로판과 반응하면, 55%가 치환 반응을 일으킨다. 일반적으로 이 반응은 용매 효과의 유무에도 불구하고 기체상태에서 반응과 용액상태에서의 반응은 같은 경향을 보인다.

## 같이 보기
- 친핵성 방향족 치환
- SN1 반응
- 치환 반응